# Lindsaea obtusa
Lindsaea obtusa là một loài thực vật có mạch trong họ Dennstaedtiaceae. Loài này được J. Sm. ex Hook. miêu tả khoa học đầu tiên năm 1846.